# フリクション (バンド)
フリクション（Friction）は、日本のパンク・ロックバンド。1970年代後半の「東京ロッカーズ」ムーブメントの中心的存在であり、その後もメンバー交代や休止期間を経て現在も活動中。レックを中心メンバーとする。

## 来歴

### 結成まで
1971年頃、後に村八分に参加するカント（渡辺作郎）を中心にマルチ・アート集団「○△□（まるさんかくしかく）」が活動し始め、これにレック、チコ・ヒゲも参加。即興演奏中心のアバンギャルド音楽のバンドだった。1973年にアルバム「○△□」が限定盤として発売。
1975年、レック（当時ギター）、チコ・ヒゲ（ドラムス）、ヒゴ・ヒロシ（ベース）の3人で結成したアルバム「3/3」を10枚のみ制作。1977年、レックはNYに渡り。コントーションズ、ティーンエイジ・ジーザス・アンド・ザ・ジャークスに参加。また、レックの後を追いニューヨークへ渡ったチコ・ヒゲもコントーションズに参加、2人でノー・ウェイヴ・ムーブメントを肌で実感した。

### 結成・メンバーの変遷・活動休止
1978年、日本へ帰国したレック（ベース）、チコ・ヒゲ（ドラムス）と元ブロンクスのラピス（ギター）と3人で「フリクション」を結成。秋より、貸スタジオ「S-KENスタジオ」を中心として活動していたバンド、LIZARD、ミラーズ、ミスター・カイト、S-KENとともに「東京ロッカーズ」と称しシリーズ・ライブを開始。また11月にラピスが脱退、元はぐれ雲のツネマツマサトシ（恒松正敏）が加入。
1979年、オムニバス・アルバム『東京ROCKERS』に2曲参加。パス・レコードより1st.シングル「Crazy Dream」を発売。
1980年、坂本龍一のプロデュースによる1st.アルバム『軋轢』、シングル「I Can Tell」でメジャー・デビュー。12月に、前年に京都・磔磔で行ったライブをアルバム『'ed 79 Live』として発売したが、ツネマツマサトシが脱退、E.D.P.S（エディプス）を結成。
1981年、茂木恵美子（ギター）、Scher-Z Haruna（パーカッション）が加入して4人編成となる。
1982年、2ndアルバム『Skin Deep』を発売。
1985年、1984年にローマで行われた「Japan Japan Festival」にゲスト参加した際のライブをアルバム『Live at "Ex Mattatoio" in Roma』として発売。
1986年、Scher-Z Haruna、茂木恵美子が脱退、セリガノ（キーボード）、ヒゴ・ヒロシ（ギター）が加入。
1987年、チコ・ヒゲが脱退、サトウミノル（ドラムス）が加入。
1988年、ゲストにジョン・ゾーン（サックス）を迎え、3rdアルバム『Replicant Walk』を発売。
1989年、セリガノが脱退、ラピスが再加入しギタリスト2名体制。渋谷クラブ・クアトロでのライブをビデオ『Dumb Numb Video』（監督・石井聰互）として発売。
1990年、ビデオと同日のライブを収録したアルバム『Dumb Numb CD』を発売。同時期、ヒゴ・ヒロシが脱退。
1993年、再びラピスが脱退、サイトウ・ゴウ（ギター）が加入。
1994年、サイトウ・ゴウが脱退、イマイアキノブ（ギター）が加入。
1995年、4thアルバム『Zone Tripper』を発売。
1996年、audio active、小野誠彦、田中フミヤによるリミックス・アルバム『Remixxx+One』を発売。また、レック、チコ・ヒゲ、ツネマツ時代の1980年神奈川大学でのライブを収録したアルバム『Live 1980』を発売。同年11月のライブを最後に活動休止。

### 再始動
2006年、レックと中村達也（ドラムス）の2人編成で復活。同年8月にライジング・サン・ロックフェスティバルに出演し、2007年にはフジロックフェスティバルの最終日に出演。また、初のベスト・アルバム『Maniacs』、研究書『FRICTION The Book』を発売。2009年、2人編成での初の作品となるミニ・アルバム『Deepers』を発売。2010年には2枚組ライブ・アルバム『2013-Live Friction』を発売。2018年、渋谷 CLUB QUATTRO30周年記念ライブに、METALCHICKS、KIRIHITOと出演。6年ぶりのライブ出演となった。

## メンバー
|        | ベース | ギター                        | ドラムス                | パーカッション | キーボード |
| ------ | ------ | ----------------------------- | ----------------------- | -------------- | ---------- |
| 1978年 | レック | ラピス→ツネマツマサトシ       | チコ・ヒゲ              | -              | -          |
| 1979年 | レック | ツネマツマサトシ              | チコ・ヒゲ              | -              | -          |
| 1980年 | レック | ツネマツマサトシ→茂木恵美子   | チコ・ヒゲ              | Scher-Z Haruna | -          |
| 1981年 | レック | 茂木恵美子                    | チコ・ヒゲ              | Scher-Z Haruna | -          |
| 1982年 | レック | 茂木恵美子                    | チコ・ヒゲ              | Scher-Z Haruna | -          |
| 1983年 | レック | 茂木恵美子                    | チコ・ヒゲ              | Scher-Z Haruna | -          |
| 1984年 | レック | 茂木恵美子                    | チコ・ヒゲ              | Scher-Z Haruna | -          |
| 1985年 | レック | 茂木恵美子                    | チコ・ヒゲ              | Scher-Z Haruna | -          |
| 1986年 | レック | 茂木恵美子→ヒゴヒロシ         | チコ・ヒゲ              | Scher-Z Haruna | セリガノ   |
| 1987年 | レック | ヒゴヒロシ                    | チコ・ヒゲ→サトウミノル | -              | セリガノ   |
| 1988年 | レック | ヒゴヒロシ                    | サトウミノル            | -              | セリガノ   |
| 1989年 | レック | ヒゴヒロシ、ラピス            | サトウミノル            | -              | セリガノ   |
| 1990年 | レック | ヒゴヒロシ、ラピス            | サトウミノル            | -              | -          |
| 1991年 | レック | ラピス                        | サトウミノル            | -              | -          |
| 1992年 | レック | ラピス                        | サトウミノル            | -              | -          |
| 1993年 | レック | ラピス→サイトウ・ゴウ         | サトウミノル            | -              | -          |
| 1994年 | レック | サイトウ・ゴウ→イマイアキノブ | サトウミノル            | -              | -          |
| 1995年 | レック | イマイアキノブ                | サトウミノル            | -              | -          |
| 1996年 | レック | イマイアキノブ                | サトウミノル            | -              | -          |
| 2006年 | レック | -                             | 中村達也                | -              | -          |
| 2007年 | レック | -                             | 中村達也                | -              | -          |
| 2008年 | レック | -                             | 中村達也                | -              | -          |
| 2009年 | レック | -                             | 中村達也                | -              | -          |
| 2010年 | レック | -                             | 中村達也                | -              | -          |
| 2011年 | レック | -                             | 中村達也                | -              | -          |
| 2012年 | レック | -                             | 中村達也                | -              | -          |

## ディスコグラフィー
アルバム
- 「軋轢」（1980）
- 「ed '79 Live」（1980）
  - ライブ・アルバム、1979年のライブを収録、2005年の再発CDはDVD付
- 「Skin Deep」（1982）
- 「Live at "Ex Mattatoio" in Roma」（1985）
  - ライブ・アルバム、1984年のライブを収録
- 「Replicant Walk」（1988）
- 「Dumb Numb CD」（1990）
  - ライブ・アルバム、1989年のライブを収録
- 「Zone Tripper」 （1995）
- 「Remixxx+One」（1996）
  - リミックス・アルバム
- 「Live 1980」（1996）
  - ライブ・アルバム。2007年に「Live-Pass Tour '80」として再発
- 「Zone Tripper (US edition)」（1999）
  - Tzadikより発売されたUS版
- 「Maniacs」（2007）
  - 2枚組ベスト・アルバム
- 「Deepers」（2009）
  - ミニ・アルバム
- 「2013-Live Friction」（2010）
  - 2枚組ライブ・アルバム、2006年以降のライブを収録

シングル
- 「Crazy Dream / Kagayaki / Big-S」（1979）
- 「I Can Tell / Pistol」（1980）
- 「Remixx」（1996） ※12インチEP

オムニバス
- 「東京ROCKERS」（1979）
- 「レベル・ストリート1」（1982）
- 「PASS Records 1980-1981」（1990）
- 「WAX the ALBUM」（2001）
- 「PASS NO PAST - EPs & Singles」（2005）

関連作品
- 「3/3」（1975）
  - 2007年にフリクション結成直前のライブ音源を追加収録した2枚組CDで再発

映像
- 「Dumb Numb Video」（1989） ※2007年に「Dumb Numb DVD」としてDVD化
- 「FRICTION LIVE 2006-2007」（2007） ※ライヴ会場限定販売のDVD
- 「Passed 1980-83」（1990） ※オムニバス・ビデオ

書籍
- 「FRICTION The Book」（2007） ※1978～1981年のライブを収録したDVD付
- 「Zone Tripper/Friction 1978-2008」（2008) ※写真集+1978.11.01のライブCD
- 「ロック画報Vol.19 特集・フリクション」（2005） ※CD付

## 逸話
レックとチコ・ヒゲは、フリクション結成前にリディア・ランチ率いるティーンエイジ・ジーザス・アンド・ザ・ジャークスのメンバーであり、ザ・コントーションズの最初期のメンバーだった。
レックは、近藤等則が率いるIMAのギタリスト（曲によってはベースも担当）であった。2002年から2005年まで、灰野敬二（ヴォーカル、ギター）、元Lip CreamのPILL（ドラムス）とともに「HEAD RUSH」を結成し活動。
恒松正敏は、フリクション脱退後、E.D.P.Sで活動。1984年の同バンド解散後は画業に専念するため数年間活動を休止、90年代からソロ活動や町田康とのバンド「グローリー」を経て現在は画家の傍ら元ALLERGYの荒木康弘らと「恒松正敏GROUP」として活動中。
チコ・ヒゲは、フリクション脱退後、山口冨士夫のライブやアルバムに頻繁に参加している。また、自身のバンドCHICO-HIGE & THE UNITとしても活動。
サトウミノル、イマイアキノブは後にチバユウスケ、照井利幸らが結成したROSSOに加入する。
Scher-Z Harunaはフリクション脱退後あけぼの印に加入。また途中から加入したサトウミノルは元あけぼの印のドラムであった。